# Aghla Beg
Aghla Beg är ett berg i republiken Irland.   Det ligger i grevskapet County Donegal och provinsen Ulster, i den norra delen av landet. Aghla Beg har två toppar, en på 602 och en på 564 meter över havet.
Terrängen runt Aghla Beg är kuperad åt sydost, men åt nordväst är den platt. Trakten runt Aghla Beg består i huvudsak av gräsmarker.